# Дзвони (фільм, 1914)
«Дзвони» (англ. The Chimes) — американське фентезі режисера Герберта Блаше 1914 року. Екранізація однойменного роману Чарлза Діккенса 1840 року.

## У ролях
- Том Террісс — Тротті Век
- Фей Кусік — Мег
- Альфред Геммінг — Олдермен Кат
- Кларенс Гарві — Вільям Ферн
- Гаррі Гічкок — Річард
- Роберт Вівіан — сер Джозеф Боулі
- Міллі Террісс — дочка Ферна
- Вінні Барнс — Ліліан
- Вільям Террісс — містер Фіш
- Еліза Мейсон — Тігбі